# Close to a World Below
Close to a World Below — четвёртый студийный альбом американской дэт-метал группы Immolation, выпущен 7 ноября 2000 года на лейбле Metal Blade Records, запись альбома проходила в студии Millbrook Sound Studios — Millbrook, NY — в июне 2000 года. Продюсером и этого альбома стал Пауль Орофино, также он занимался микшированием записи и мастерингом.

## О альбоме
В одном из своих интервью Роберт Вигна сказал:
Close To The World Below я бы назвал ещё одним шагом вперёд, ещё одним рывком к совершенству. Мы стали ещё тяжелее, ещё мрачнее, ещё злее и агрессивнее... С другой стороны, альбом звучит более прогрессивно, нежели все предыдущие релизы, добавилась масса новых, ранее неиспользовавшихся элементов, к тому же значительно улучшилось качество реализации. Одним словом, это Immolation в своем лучшем проявлении.
В 2001 году группу покидает Томас Уилкинсон, ему на замену приходит Билл Тэйлор и с ним группа преступает к записи своего пятого студийного альбома.

## Список композиций
| №                   | Название                      | Длительность |
| ------------------- | ----------------------------- | ------------ |
| 1.                  | «Higher Coward»               | 5:00         |
| 2.                  | «Father, You’re Not A Father» | 5:02         |
| 3.                  | «Furthest From The Truth»     | 4:26         |
| 4.                  | «Fall From A High Place»      | 4:37         |
| 5.                  | «Unpardonable Sin»            | 4:34         |
| 6.                  | «Lost Passion»                | 5:40         |
| 7.                  | «Put My Hand In The Fire»     | 4:12         |
| 8.                  | «Close To A World Below»      | 8:30         |
| Общая длительность: | Общая длительность:           | 42:01        |

## В записи участвовали
- Росс Долан — вокал, бас-гитара
- Роберт Вигна — гитара
- Томас Уилкинсон — гитара
- Алекс Эрнандес — ударные

### Персонал
- Джефф Вольф — фотография
- Андреас & Алекс Маршалл — обложка
- Пауль Орофино — продюсер, микширование, мастеринг